# Церковь Введения во храм Пресвятой Богородицы (Тургенево)
Церковь Введения во храм Пресвятой Богородицы — православный храм в деревне Красное Тургенево Чернского района Тульской области.
Находится в бывшем родовом имении Сергея Николаевича Тургенева — отца великого писателя Ивана Сергеевича Тургенева.

## История
Во 2-й половине XVIII столетия в селе Тургенево была деревянная церковь в честь Введения во храм Пресвятой Богородицы, неизвестно когда и на какие средства возведённой, но это подтверждается имевшемся антиминсом 1784 года.
Каменная церковь в стиле классицизм заложена в 1795 году, о чём имелась запись в церковной библии, и окончена в 1806 году. Строительные работы производились на средства помещика Николая Алексеевича Тургенева, деда писателя Ивана Тургенева. На постройку церкви дед писателя первоначально истратил 15 тысяч рублей серебром, ему даже пришлось продать одно из своих имений. Также была возведена колокольня с шестью колоколами.
В храме устроены пределы:
1. Основной, в честь Введения во храм Божией Матери — в честь семейной реликвии Месточтимой иконы рода Тургеневых.
2. Правый, в честь Параскевы Пятницы — в память о дочери Николая Алексеевича — Параскеве, умершей ко времени завершения строительства.
3. Левый, в честь Николая Чудотворца — в память о самом строителе храма.

Оба предела освящены в 1807 году. Внутренняя отдела закончена в 1861 году на средства генерала Николая Николаевича Сухотина и благотворителей.
Храм был освящен 3 сентября 1861 года. Храмовая икона Введения во храм Божией Матери, выделана серебряно-вызолоченной резью и осыпанная по венцам жемчугом, подарена Н. А. Тургенев, являлась семейной реликвией «весом в 6 с половиной фунтов», которую предки Тургенева берегли на протяжении многих поколений. В иконостасах размещались иконы Спасителя и Божией Матери, Михаила Архангела, Саваофа.

Иконы Спасителя и Божьей Матери — работы Академии Художеств. Более замечательная живопись принадлежала художнику Свиридову, часто жившему у Н. Н. Сухотина: святитель Николай Чудотворец, Анна Пророчица (в иконостасе при левом клиросе изображение Архангела на северной двери. Г. Г. Мясоедову принадлежало изображение Господа Саваофа и трех ангелов при нём.
Над иконостасами была устроена арка. Красотой отличались царские ворота, резные, раззолоченные.
В 1844 году был обновлён иконостас в левом пределе. В 1893—1895 годах иконостасы поновлялись, по образцу левого оборудовался правый. Левый иконостас устраивал московский иконостащик Павел Варфоломеивич Чаадаев за 2500 руб.. Правый иконостас сделал на средства того же Чаадаева иконостащик города Козельска.
Высокая золоченая колокольня, белые колонны, красивые царские ворота делали церковь величественной. Церковь являлась украшением возвышаясь над селом и парком Тургеневых.
В приход церкви, кроме села входили деревни: Петровское, Снежеда, Стекольная слобода и Велевашевы хутора на Могильном поле. Всего прихожан в 1895 году было 661 человек мужского пола и 658 женского. Штат церкви состоял из священника и псаломщика. Имелось церковной земли 37 десятин 900 сажен.
С 1861 года в селе действовало народное училище, преобразованное в 1886 году в церковно-приходскую школу.
В 1930-е годы церковь закрыли. До Великой Отечественной войны ней располагались: клуб, в годы войны — госпиталь, в послевоенные годы хранили зерно, потом удобрения. В настоящее время храм восстанавливается.

### Кладбище
Кладбищем первоначально служило место возле церкви и было обнесено кирпичной оградой. Другое кладбище находилось на выгоне, между народным училищем и причтовыми постройками: «занимало пространство в 1/8 часть десятины», ограждений не было. Погребение здесь в 1854 году происходило по просьбе священника, при согласии помещика. С этого года хоронили опять стали близ церкви, пока на помещичьей земле не отвели кладбище. Его обсадили деревьями, окопали рвом, оно существует по сей день. При погосте близ церкви до сего времени сохранился склеп. До 1870-х годов у церкви сохранялось множество надгробных памятников, в том числе над могилой Надежды Маляревской.
В советское время многие памятники были утрачены, часть срыты бульдозером.

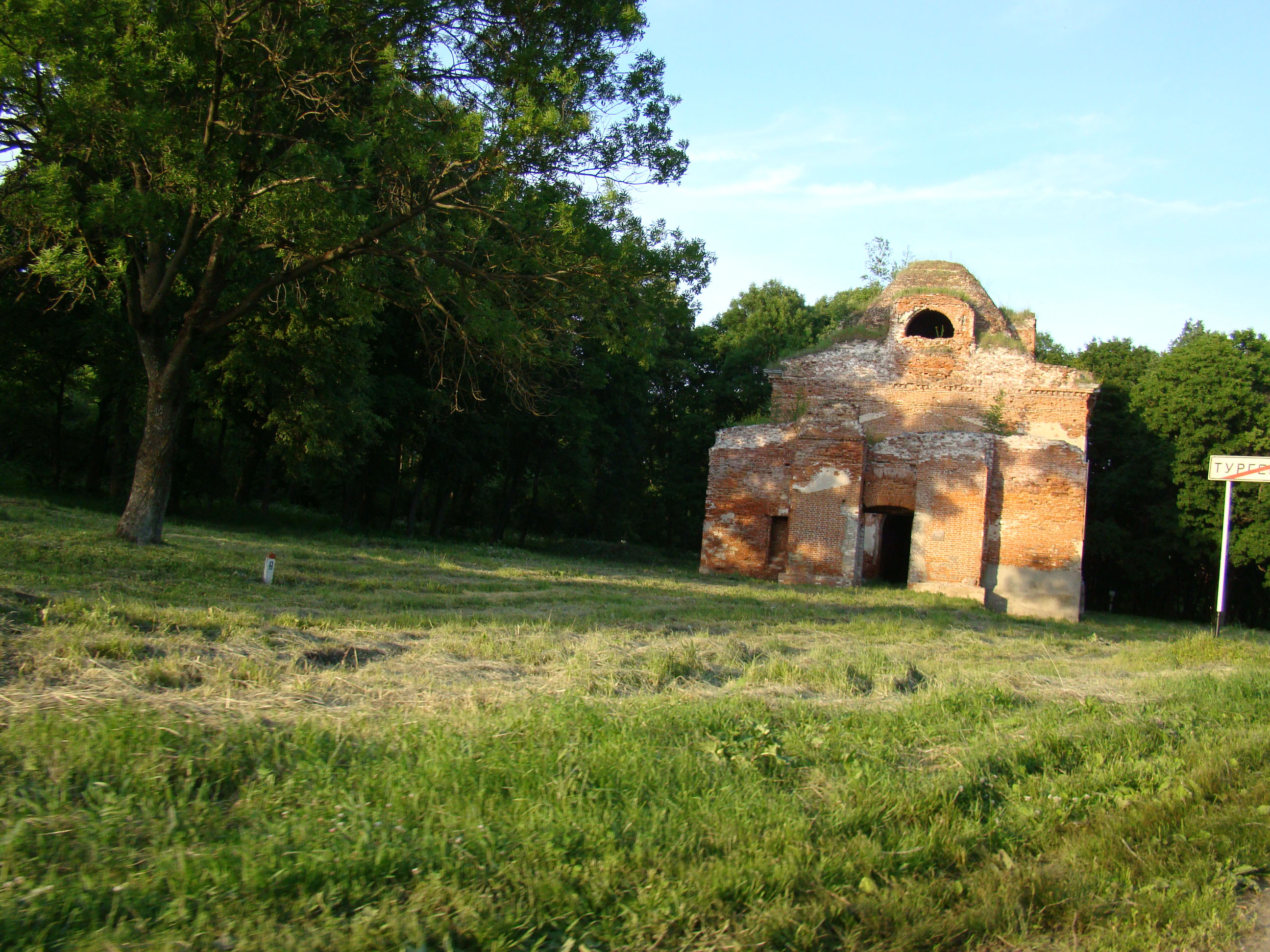
Церковь Введения во храм Пресвятой Богородицы (Тургенево)

### Священнослужители. Приходская школа
Первым священником Введенского храма был Борис Михайлов, переведенный в 1784 году из села Гунькова в Тургенево «на новостроение церкви», о чём свидетельствуют ревизские сказки по селу Тунькову за 1798 год. Наибольшее значение в истории села Тургенева и Введенского храма, судя по обнаруженным документам, имели священники Иван Петрович Сахаров — автор труда «Исторические памятники Тульской губернии», Владимир Васильевич Говоров и Иван Васильевич Казанский. В «Клирной ведомости» села Тургенева за 1861 год значится: «Священник Владимир Васильев Говоров, дьячков сын. По окончании Тульской духовной семинарии был уволен с аттестатом 1-го разряда. В 1842 году октября 20 дня рукоположен во священники Пр. Еп. Дамаскиным, в 1849 году был избран членом-корреспондентом Императорского Русского Географического общества и в 1850-52 годах получил от Общества благодарность за доставление климатических сведений, В 1854 году определён членом Комиссии для составления новых описей церковного имущества. Награждён крестом»
```
В семье отца Владимира, кроме жены Марии Ивановны, пятеро детей Федор учится в Тульской Духовной семинарии, 
Петр - там же, учится на средства отца, 
в доме ещё девочки — четырнадцатилетняя Александра да трехлетняя Наталья, да годовалый Семен.
```

Дьячком при Говорове служил Алексей Петрович Птицын, пономарем — Василий Петрович Ключарев, В «Летописи Введенской церкви» сказано, что Говоров был «депутатом от духовенства, наблюдателем школ и помощником благочинного», «награждён камилавкой». В 1880 году священник вышел за штаты, служил по найму в тюремном замке города Черни. Он умер 19 июня 1892 года. До самой смерти батюшка был на ногах и в твердой памяти.
Владимир Васильевич Говоров открыл первую церковно-приходскую школу в 1863 году. Вместе с ним учителем работал и псаломщик Ключарев. Открывалась школа в присутствии помещика села Николая Сергеевича Тургенева. Двадцать мальчиков были обеспечены тетрадями и букварями. Школа приняла мальчиков и всего прихода, В «Летописи Введенской церкви» читаем: «Грамотность в приходе села Тургенево, особенно в самом селе, не могла не развиваться при таких преданных просвещению народной массы лицах, каковыми были Иван Сергеевич Тургенев и штатный священник Владимир Васильевич Говоров. О литературном значении первого нет и речи, о последнем известно как о стихотворце».
Что касается Ивана Васильевича Казанского: «С июля 1880 года состоит священником села Тургенева, уроженец села Каменки Епифанского уезда, сын диакона Baсилия Григорьева, воспитанник Тульской семинарии выпуска 1877 года. С 1881 года состоит законоучителем школы села Тургенева»; на первых порах, несмотря на тесное помещение, школа успела показать себя с хорошей стороны. При ревизии школы членом Чернского Уездного совета священником Михаилом Яковлевичем Пятницким было сделано следующее заключение: «Способ первоначального обучения чтению звуковой. Преподавание ведется разумно, осмысленно. Самой даже младшей группы дети начинают читать с правильной интонацией и пониманием. Закон божий преподает местный священник Иван Васильевич Казанский. Прочим предметам обучает кончивший курс Тульской Духовной семинарии Иван Николаевич Б. (?) Тот и другой обладают замечательным педагогическим тактом. Тот и другой трудятся по школе с усердием примерным». Другая ревизия школы, проведенная 9 марта 1883 года, отметила: «Училище ведется в опрятности, успехи учеников — свидетельство о прилежании и добросовестности учителей. За время существования Тургеневской Земской школы выдано свидетельств на льготы 4-го разряда по отбыванию воинской повинности шестнадцати ученикам», А. Ф. Поляков в «Истории Тургеневской средней школы» пишет, что Казанский «был человеком волевым, настойчивым, энергичным». Он слыл в Тургеневе очень авторитетной личностью. Его большой деревянный дом с высоким крыльцом стоял на месте нынешнего молокозавода . Казанский был прекрасным семьянином, имел 12 детей. По рассказам Анны Михайловны Поляковой, старожилы помнили, как батюшка, попадья и все двенадцать отпрысков нередко шествовали на званый обед к барину. Казанскому удалось, как пишет А. Ф. Поляков, уговорить богатого чернского купца Чаадаева помочь в строительстве на селе специального здания церковно-приходской школы. И вот в 1883 году на берегу крохотного ручейка Азаровка, впадающего в Снежедь, появилось новое здание школы. Оно было деревянным, крыто железом, на высоком фундаменте. В школе была одна классная комната, раздевалка и маленькое помещение для учителя и сторожа. Училось тогда в школе 60 учеников.
Вот ещё выписка из брошюры А. Ф. Полякова: «Священник Казанский, фактически заведующий и попечитель церковно-приходской школы, не счел возможным ограничиться только этим типом учебного заведения для крестьян. В его намерение входило создать такую школу, которая явилась бы своеобразной „кузницей кадров“ для школы грамоты и церковно-приходских школ Чернского уезда и всей Тульской губернии. Он добился в духовном ведомстве отпуска средств на постройку второклассной школы и привлек помещика Лаурица к этому делу».
В 1897 году в Тургеневе была открыта «второклассная школа» во вместительном здании на верху бугра Красный холм, там, где теперь находится правление колхоза имени Тургенева. Один из первых учеников этой школы, Петр Митрофанович Шадский, вспоминал, что школа была из «красного леса», стояла на высоком фундаменте. Четырёхметровый коридор делил здание на две части. В левой части размещались три одинаковые классные комнаты, в правой — раздевалка, учительская, библиотека, классная комната и кабинет наглядных пособий. Рядом отвели квартиру для учителей, организовали интернат на 50 человек. Отдельно от школы стояли баня и дровяной сарай. Все эти постройки были окаймлены красивой изгородью, занимали площадь около гектара. Заведующим школы был о. Казанский, попечителем — А. А. Лауриц. Педагогический коллектив состоял по преимуществу из лиц, закончивших духовную семинарию. В школе преподавали закон божий, церковную историю, русский язык, географию, физику, арифметику, отечественную историю, черчение, чистописание, рисование, дидактику, церковное пение, практические сведения по гигиене. Ходила в классы в основном беднота, в домотканой одежде, в лаптях, а в плохую погоду — на ходулях. В холщевых сумках через плечо носили школьные принадлежности: книги, тетради, карандаши. Однако все, за редким исключением, учились прилежно. Обаяние и влияние школы было велико. Иван Васильевич Шишов, получивший потом высшее образование и работавший в Свердловском университете, очень тепло вспоминал о школе этого периода: «Я должен прямо сказать, что ни одна из школ, которые я потом окончил, не оставила во мне столько светлых воспоминаний, как Тургеневская второклассная школа. Под руководством Казанского здесь работали учителя-энтузиасты».
Надо сказать, что прекрасные традиции, заложенные в это время, продолжали затем учителя начальной школы. Они внушали детям, что, воспитанные в светлом ореоле памяти Ивана Сергеевича Тургенева, они должны в жизни своей быть достойными этой памяти…
Последний тургеневский священник — Сергей Николаевич Абрамов. Родился он в городе Белеве. Мать — прачка, отец — бондарь. Его дочь, Серафима Сергеевна, рассказывала, что Сергей Николаевич окончил Белевское двухгодовое духовное училище и был вначале отправлен в Тулу петь в церковном хоре. В 1919 году из Тулы его перевели в с. Покровское, где он был псаломщиком.
В 1923 году протоирей перевел, отца Абрамова, священником во Введенскую церковь села Тургенева. Семья священника прожила в церковной сторожке до 1930 года. Когда начались гонения на церковь, отец Сергий, любящий муж, ради спокойствия семьи дал жене формальный развод и… как в воду канул. Осталась только добрая память о нём. Рассказывают, что он много читал, обожал русскую классику, воспитал большими любительницами книг двух своих дочек Марию и Серафиму. Жена отца Сергия, в девичестве Наталия Зайцева, была очень религиозна, даже ездила помолиться в Иерусалим. Серафима Сергеевна говорит, что отец её был твердого убеждения, что люди вернутся к вере, ибо без веры жить нельзя. Авторитет отца, человека скромного, миролюбивого, всегда оставался для семьи непререкаем. Глаза Серафимы Сергеевны, серо-голубые, огромные, излучают удивительно ласковый свет. Она работала учительницей начальных классов на Украине. Потеряв мужа, она вернулась на родину и вместе с сестрой трудилась в деревне. В маленьком стареньком домишке Серафимы Сергеевны всегда люди. Ей с её уже слабым здоровьем, в преклонном возрасте трудно жить одной, но доброе слово поддержки всегда найдется у неё для людей. Так вспоминали её родители.

## Дополнительные сведения
Из «Клирных ведомостей» села Тургенева: "Престолов в ней положено бысть три:
а) Настоящая холодная во имя Введения во Храм Пресвятые Богородицы», 
б) в приделах же холодных: по правую сторону - во имя Святителя Николая Чудотворца, а по левую - во имя Преподобныя Параскевы. 
Причта по штату можно бысть три: священнику, дьячку и пономарю по одному.